# Intel 80186

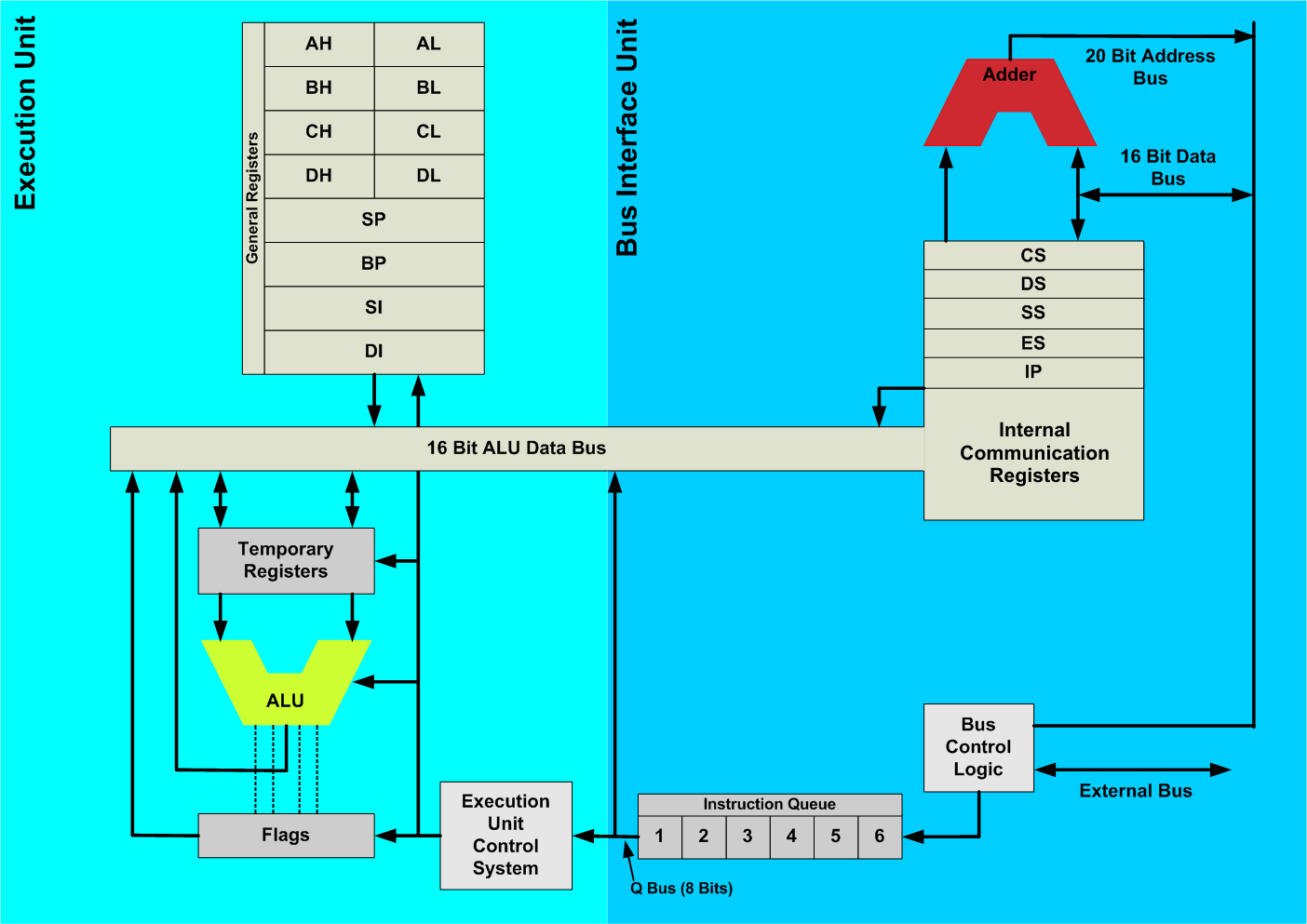
De 80186 architectuur.

De 80186-processor, uitgebracht in 1982, was een iets verbeterde 8086-processor van Intel, waarbij de DMA-chip en de timer-chip in het processorhuis werden geïntegreerd. De belangrijkste verbeteringen ten opzichte van de 8086 waren:
- Verbeterde snelheid, instructies werden in veel minder klokpulsen uitgevoerd
- Minder chips nodig op het moederbord
- Extra instructies

Net als de 8086 had de 80186 geen ingebouwde FPU. De chip kon net als de 8086 met een optionele 8087 FPU coprocessorchip communiceren.
De 80186 werd weinig in pc's toegepast, aangezien de ingebouwde DMA en timer niet pc-compatibel waren. Ze kwam wel voor op singleboards. In de IBM-pc's werd als opvolger van de 8088 (XT) de 80286 (AT) gebruikt.
Deze nieuwe instructies werden geïntroduceerd:
| ENTER | Maak stack frame voor procedure parameters      |
| LEAVE | Verwijder stack frame voor procedure parameters |
| PUSHA | Push alle Algemene registers                    |
| POPA  | Pop alle Algemene registers                     |
| BOUND | Controleer array index grens                    |
| IMUL  | Vermenigvuldig gehele getallen (met teken)      |
| INS   | Invoer van poort naar string                    |
| OUTS  | Uitvoer string naar poort                       |